# Friedrich Ortloff

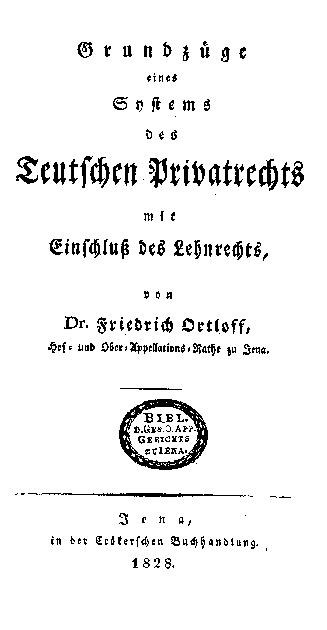
Friedrich Ortloff Privatrecht (1828)

Friedrich Ortloff (* 10. Oktober 1797 in Erlangen; † 10. Oktober 1868 in Jena) war ein deutscher Jurist, Professor und Präsident des Oberappellationsgerichts in Jena.

## Leben
Friedrich Ortloff kam am 10. Oktober 1797 in Erlangen als Sohn des Schuhmachers und Philosophieprofessors Johann Andreas Ortloff und seiner Frau Anna Elisabeth Sophie Dürr zur Welt.
1803 zog sein Vater mit Familie nach Coburg, wo Friedrich Ortloff das Gymnasium von Coburg von 1809 bis 1814 besuchte. Nach der Schule studierte Friedrich Ortloff an den Universitäten Jena, Göttingen und Erlangen Jurisprudenz. Er war Mitglied der Erlanger Freimaurerloge Libanon zu den drei Cedern. In Coburg erhielt er 1816 mit 19 Jahren eine Anstellung als Advokat am Coburger Hofe und veröffentlicht 1818 seine erste Schrift Über die Erziehung zum Bürger und promovierte mit der Dissertation Commentatio juris romani de thesauris. 1819 im Alter von 22 Jahren folgte er einem Ruf als Professor für deutsches Privatrecht an der Universität Jena, mit der auch das Amt im Schöppenstuhl verbunden war, so dass Theorie und Praxis vereint wurden. Am Oberappellationsgericht Jena, das gemäß der Bundesverfassung im Jahre 1817 für die thüringischen Staaten eingerichtet wurde, wurde er 1826 als Rat berufen und fand nebenher Zeit, um als Honorarprofessor an der Jenaer Universität Vorlesungen zu halten, bis er 1844 mit relativ jungen 47 Jahren Präsident des Oberappellationsgerichtes wurde.
Als Präsident hatte Friedrich Ortloff seinen wesentlichen Anteil daran, dass die Rechtsprechung des Jenaer Oberappellationsgerichtes liberaler und fortschrittlicher als der anderer deutscher Obergerichte war. Nach der Revolution von 1848 war er an der Gesetzgebung beteiligt und arbeitete er in den Jahren 1848 und 1849 die Entwürfe für eine thüringische Strafprozessordnung und ein thüringisches Strafgesetzbuch aus, die 1850 in Kraft traten.
1856 beriefen die thüringischen Staaten Friedrich Ortloff zu ihrem Vertreter in der sächsisch-thüringischen Kommission zur Ausarbeitung des sächsischen Bürgerlichen Gesetzbuchs, an dem er maßgeblichen Anteil hatte. Vor allem im allgemeinen Teil und dem allgemeinen Schuldrecht wurden oft seine Entwürfe ohne Veränderung übernommen. Allerdings trat dieses Bürgerlicher Gesetzbuch nur in Sachsen, nicht aber in Thüringen in Kraft. Eine weitere Arbeit dieser Kommission war auch der Entwurf einer Zivilprozessordnung, die aber weder in Thüringen noch in Sachsen in Kraft trat.
Friedrich Ortloff starb am 10. Oktober 1868 im Alter von 71 Jahren in Jena und wurde auf dem Johannisfriedhof beigesetzt. Er ließ einen Sohn aus erster Ehe und drei Kinder aus seiner zweiten Ehe zurück.

## Bedeutung
Friedrich Ortloff hatte entscheidenden Anteil an der damaligen thüringischen liberalen Rechtsprechung und der sächsischen Zivilgesetzgebung. Seine Werke beschränkten sich oft auf das kritische Herausgeben und Zusammenstellen bisheriger Rechtsquellen. Sein wichtigstes Werk war wohl die Geschichte der Grumbachschen Händel in vier Bänden, welches die wichtigsten politischen Auseinandersetzungen in Thüringen in der zweiten Hälfte des 16. Jahrhunderts darstellte und damals als Standardwerk galt.

## Werke
- Commentatio juris romani de thesauris, 1818
- Über die Erziehung zum Bürger, 1818
- Grundzüge eines Systems des Teutschen Privatrechts mit Einschluß des Lehnrechts, 1828
- Sammlungen deutscher Rechtsquellen, bestehend aus:

* Das Rechtsbuch nach Distinktionen (Meißner Rechtsbuch/Ältere Eisenacher Rechtsbuch) 1836 und
* Das Rechtsbuch Johann Purgoldts nebst statutarischen Rechten von Gotha und Eisenach, 1860
- Geschichte der Grumbach’schen Händel, 1868–70, 4 Bände